# Siraya (jezik)
Siraya jezik (ISO 639-3: fos; baksa, formosan, “pepo-hwan”, “pepohoan”, sideia, sideis, sideisch, siraia, siraiya), izumeli jezik plemena Siraya s jugozapadnog dijela Tajvana. Pripadao je istočnoformoškoj skupini austronezijhskih jezika.
Pleme je živjelo blizu dnašnjeg Tainana, a jezik se očuvao sve do 1908. godine, kada je završena njihova sinizacija. Imao je brojne dijalekte: siraya, makatao (makattao, takaraya, tta'o), pangsoia-dolatok, taivoan (tevorang) i lamai.

## Vanjske poveznice
- Ethnologue (14th)
- Ethnologue (15th)